# Van den Bos (cràter)
Van den Bos és un petit cràter d'impacte de la Lluna, unit a la vora exterior sud-sud-oest del cràter lleugerament més gran Tamm. Al voltant d'un diàmetre a l'oest es troba Vil'ev. Més lluny, cap a l'est, es localitza el prominent cràter Chaplygin, i al sud-sud-oest apareix Marconi. Van den Bos es troba a la cara oculta de la Lluna, de manera que no es pot veure directament des de la Terra.

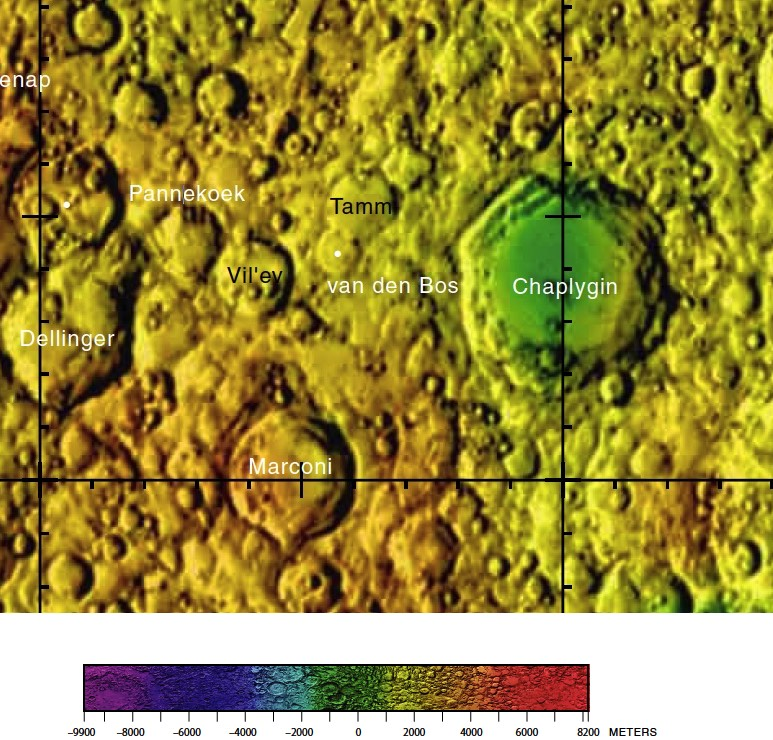
Localització de Van den Bos (centre de la imatge)
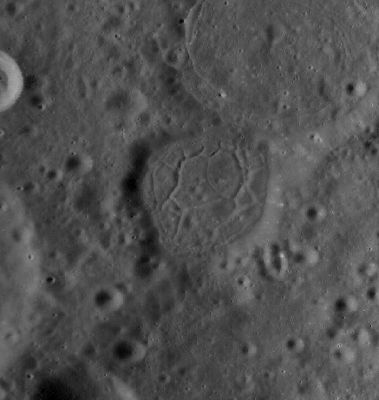
Fotografia de la missió LRO

És una formació de cràter poc profunda, amb un cert desgast en la seva vora. Gairebé s'ha fusionat amb el veí cràter Tamm, i la longitud de la vora comú és gairebé de dos terços del diàmetre de Van den Bos. El sòl interior té una sèrie de cridaneres esquerdes travessant la seva superfície, que generalment es formen per la superposició de noves capes de lava basàltica sobre les antigues.

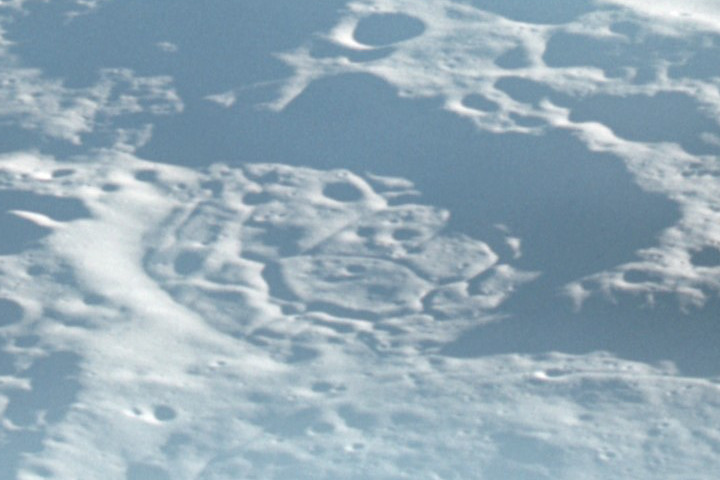
Fotografia de la missió Apollo 12
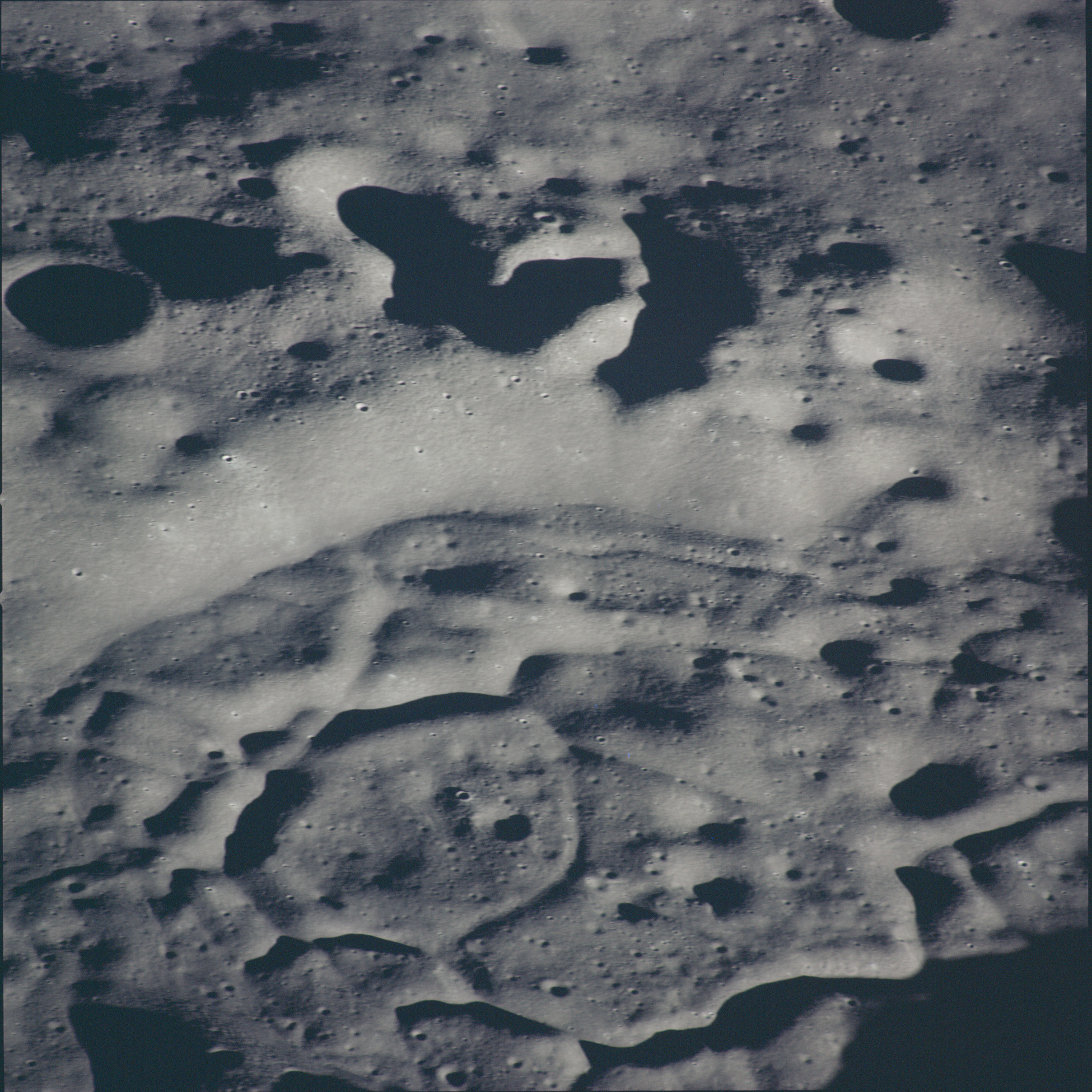
Fotografia de la missió Apollo 14
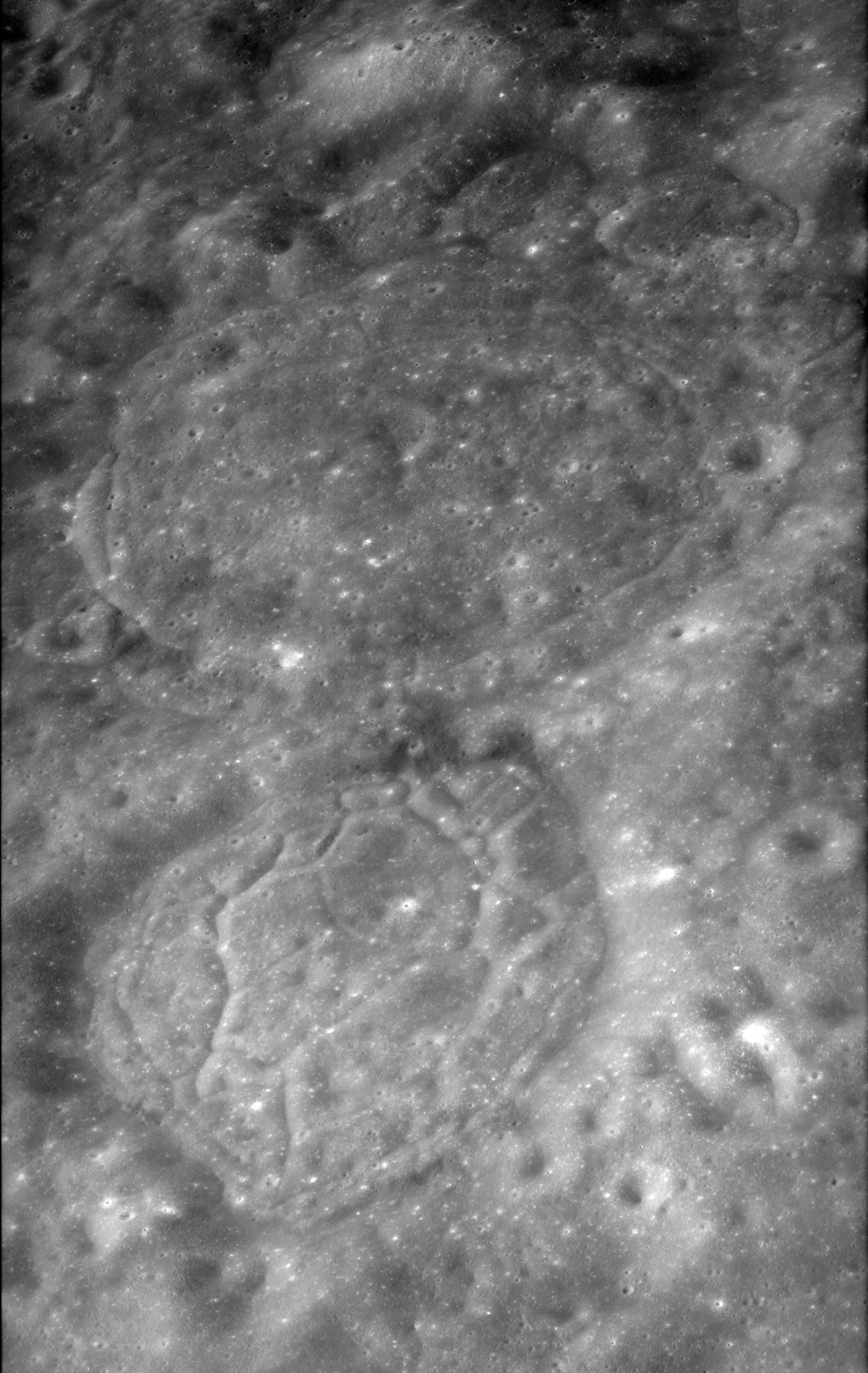
Panoràmica obliqua des de l'Apollo 17 mirant cap al nord, amb van den Bos sota de centre i Tamm per sobre

També s'ha formulat la hipòtesi que el material fissurat d'aspecte viscós que apareix dins de Tamm i de Van den Bos podria procedir de roques foses llançades fins allà per l'impacte que va formar el cràter Mendeleev, situat a 225 km al nord-oest.